# ラブアン空港
ラブアン空港（ラブアンくうこう、マレー語: Lapangan Terbang Labuan, 英語: Labuan Airport）は、マレーシアの連邦直轄領ラブアンにある空港である。

## 概要
ラブアン中心部から北へ約5kmに位置する空港である。航空管制はマレーシア空軍がする軍民共用空港であり、運用時間は現地時刻で6:00 - 22:00。ボーイング777やエアバスA330といった大型航空機も着陸でき、年に120万人の乗客を処理する能力を持つ。
現地時間で毎週12:30 - 13:30に滑走路閉鎖時間が設定されている。

## 空港内設備

### 1階
1階には、国際線、国内線到着ロビーがある。また、タクシークーポンカウンターがあり、行き先を告げることで、前金でのクーポン引換えが可能である。タクシー乗り場はこの階である。
飲食関連は、マクドナルド、カフェ、中華料理店がある。マクドナルド、カフェは日本とほぼ同額（2階も同様）であり、中華料理店は比較的格安である。
売店は、土産関連が数店ある。

### 2階
2階には、車寄せや、Malaysia Airlines、MASwings、Air Asiaの発券カウンター、搭乗手続きカウンターがある。
また酒類、菓子類、香水、衣服の販売店や、カフェも存在する。
ホテルのチェックアウト後に搭乗まで待ち時間がある場合には、有人無人ロッカーがあるので、荷物を預けた後再度タウンへ行くことも可能である。（タウンまで10分弱）

### 3階
3階は、セキュリティと国際線、国内線搭乗待合室がある。売店が数店あるが、飲食はdrinkベンダーのみなので、セキュリティを通る前に済ませておくことが無難である。

### その他
為替交換所はなく、ATMのみなので、ラブアン島上陸前に済ませておくか、ATMでマレーシアリンギットを入手することになる。空港内で日本語が通じる所は少ないので、英語での会話が無難である。

## 就航航空会社と就航地
| 航空会社       | 就航地             | 備考 |
| -------------- | ------------------ | ---- |
| マレーシア航空 | クアラルンプール   |      |
| MASWings       | コタキナバル、ミリ |      |
| エアアジア     | クアラルンプール   |      |
| ラヤ航空       | ホーチミン         | 貨物 |

2023年8月現在